# Jarosław Zaniewicz
Jarosław Zaniewicz (urodzony w Siedlcach) – polski artysta Polskiego Baletu Narodowego i inspicjent Teatru Wielkiego-Opery Narodowej.
Edukację taneczną zdobywał w latach 2001-2004 w Ogólnokształcącej Szkole Baletowej im. Romana Turczynowicza w Warszawie. 
Po ukończeniu szkoły w 2004 dołączył jako tancerz do zespołu PBN, w którym w roku 2010 został awansowany na koryfeja, a w 2014 na solistę. Jako tancerz z warszawską sceną pożegnał się występem w roli Księcia Czartoryskiego podczas wystawienia baletu Casanowa w Warszawie w choreografii i reżyserii Krzysztofa Pastora w dniu 7 czerwca 2015 roku. Wraz z PBN uczestniczył jeszcze w wakacyjnych występach w Nowym Jorku i Waszyngtonie. Pozostał związany z Teatrem Wielkim-Operą Narodową jako członek zespołu inspicjentów.